# Section des sciences de l'IEC
La Section des sciences (en catalan : Secció de Ciències) est l'une des trois premières sections créées par l'Institut d'Estudis Catalans (IEC) en 1911, avec la Section d'histoire et d'archéologie et la Section de philologie. En 1968, issue de la Section des sciences, est créée la Section de philosophie et des sciences sociales. En 1989, la Section des sciences disparaît par la création de deux nouvelles sections : la Section des sciences et de la technologie et la Section des sciences biologiques. La section des sciences se consacre à la recherche en mathématiques, en physique, en chimie et en biologie, ainsi qu'en philosophie, en économie et en sciences sociales.

## Historique
À sa création en 1911, la Section des sciences entend intervenir sans tous les domaines des sciences : sciences naturelles, sciences exactes et sciences humaines et sociales. On en s'en aperçoit dans la constitution des sept premiers membres de la section : un médecin (Miquel Arcàngel Fargas (ca)), deux biologistes (August Pi i Sunyer (ca) et Ramon Turró), un mathématicien (Esteban Terradas), un économiste (Pere Coromines), un zoologue (Josep Maria Bofill (ca)) i un philosophe (Eugeni d'Ors).

## Organisation et moyens
Plusieurs sociétés filiales dépendent de la Section  des sciences : la Société catalane de biologie (ca) créée en 1912, l'Institution catalane d'histoire naturelle, fondée en 1899 et rattachée à l'IEC en 1915, la Société catalane de sciences physiques, chimiques et mathématiques en 1931 et la Societé catalane de géographie (ca) en 1935.

## Présidents et vice-présidents
- Miquel Arcàngel Fargas (ca) (1911-1916), premier président.
- Josep Maria Bofill (ca) (1916-1930), président[3].
- Interruption des travaux de l'IEC entre 1939 et 1942
- Eduard Fontserè (1942-1958), président.

## Publications
Ouvrages
- 1915, 1919, 1931, 1932, 1933 et 1937 : La flora de Catalunya en six volumes de Joan Cadevall (ca)[1].
- 1914-1934 : Fauna de Catalunya en neuf volumes (principalement malacologie et entomologie) sous la direction de Josep Maria Bofill (ca)[1].

Collections
- Notes d'estudi del Servei Meteorològic de Catalunya, collection dirigée par Eduard Fontserè[1].
- Cursos de Física i Matemàtica, collection dirigée par Esteban Terradas[1].
- Biblioteca Filosòfica, collection dirigée par Eugenio d'Ors, puis Pere Coromines[1].

Revues
- Arxius de l'Institut de Ciències, renommées en Arxius de la Secció de Ciències[1].
- Memòries de la Secció de Ciències[1].